# マンマ・ミーア!
『マンマ・ミーア!』 (Mamma Mia!) は、ABBAのヒット曲22曲にて構成される、いわゆるジュークボックス・ミュージカルの代表作の一つ。イギリスの劇作家キャサリン・ジョンソンがABBAの曲を基にして脚本を執筆し、ABBAメンバーのベニー・アンダーソンとビョルン・ウルヴァースが音楽を担当した。1975年のABBAのヒット曲『Mamma Mia 』と同名の題名が付けられた。この曲を作曲したウルヴァースとアンダーソンが最初から製作に関わった。ABBAメンバーのアンニ＝フリッド・リングスタッドは製作の経済的支援をし、世界中のプレミア公演の多くに登場している。
タイトル曲の他に『Super Trouper 』、『Lay All Your Love on Me 』、『ダンシング・クイーン』、『ノウイング・ミー・ノウイング・ユー』、『テイク・ア・チャンス』、『サンキュー・フォー・ザ・ミュージック』、『マネー、マネー、マネー』、『The Winner Takes It All 』、『ヴーレ・ヴー』、『SOS』などのヒット曲が使用されている。のべ6000万人が鑑賞し、1999年の公開以降世界中で20億ドルをあげている。2008年7月、メリル・ストリープ、コリン・ファース、ピアース・ブロスナン、アマンダ・セイフライド、クリスティーン・バランスキー、ステラン・スカルスガルド、ジュリー・ウォルターズが出演した映画化作品『マンマ・ミーア!』が公開された。
現在、ロンドンのウエスト・エンドの他、各国のプロダクションが公演を行なっている。ブロードウェイ公演は14年間の上演を終え2015年9月に閉幕し、8番目に長いロングラン公演となっている。
通常の公演は大体2時間半で、途中15分間の休憩が入る。

## 概要
ギリシャの小さな島のホテル、「サマー・ナイト・シティ・タベルナ」を舞台とした母子家庭と彼女たちを取り巻く友人達や元恋人達のドタバタ騒ぎを描いた物語。大人から子供まで楽しめるミュージカルの為、世界各地でロングランとなっている。1999年4月6日、ABBA がユーロビジョンコンテストで優勝した日のちょうど25周年にあたる日、ロンドンで初演された事も話題となった。
2009年7月現在、世界10都市（ロンドン、ニューヨーク、トロント等）で公演されている。2015年4月、ロンドン公演は16年を超えた。また、2001年10月18日に始まったニューヨーク公演はブロードウェイ史上8番目のロングラン記録を樹立したが、2015年9月12日に、千秋楽となることが発表された。
さらに、メリル・ストリープ主演によるハリウッド映画化が行われ（マンマ・ミーア! (映画)）、欧米諸国では2008年7月に封切られた。日本公開は世界で最も遅い2009年1月30日から公開され、同年6月4日に上映は終了した。

## 背景

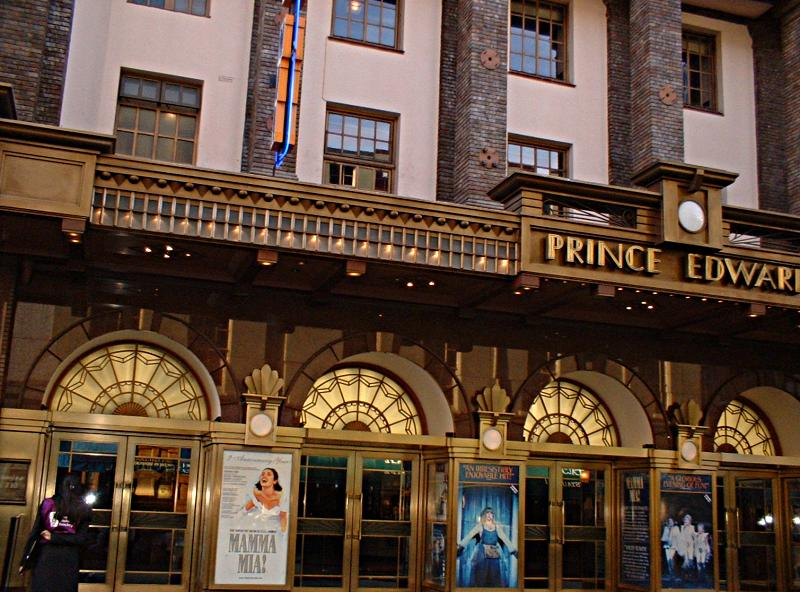
オリジナルのプリンス・エドワード・シアター

1972年から1982年に活動していたスウェーデンのポップ/ダンス・グループで、世代を越えて世界的に最も人気のあるポップ・グループの1つであり、ヨーロッパ、北アメリカ、オーストラリアのチャートで何度も第1位を獲得したABBAの曲を基にしている。1999年、ロンドンでの開幕後、イギリスで『ABBA Gold 』が再度チャートで第1位を獲得した。このミュージカルはプロデューサーであるジュディ・クレイマーの発案によるものであった。1983年、彼女は作曲家のウルヴァースとアンダーソンがティム・ライスのミュージカル『チェス』に携わっている時に出会った。彼らは彼女にABBAのポップ曲『The Winner Takes It All 』が舞台化に向いているのではないかと提案した。彼らはそれほど乗り気ではなかったが、かと言って反対でもなかった。
1997年、彼女はキャサリン・ジョンソンにこのミュージカルの脚本の執筆を依頼した。1998年、フィリダ・ロイドがこの作品の演出家となった。

## プロダクション

### オリジナル・ウエスト・エンド・プロダクション

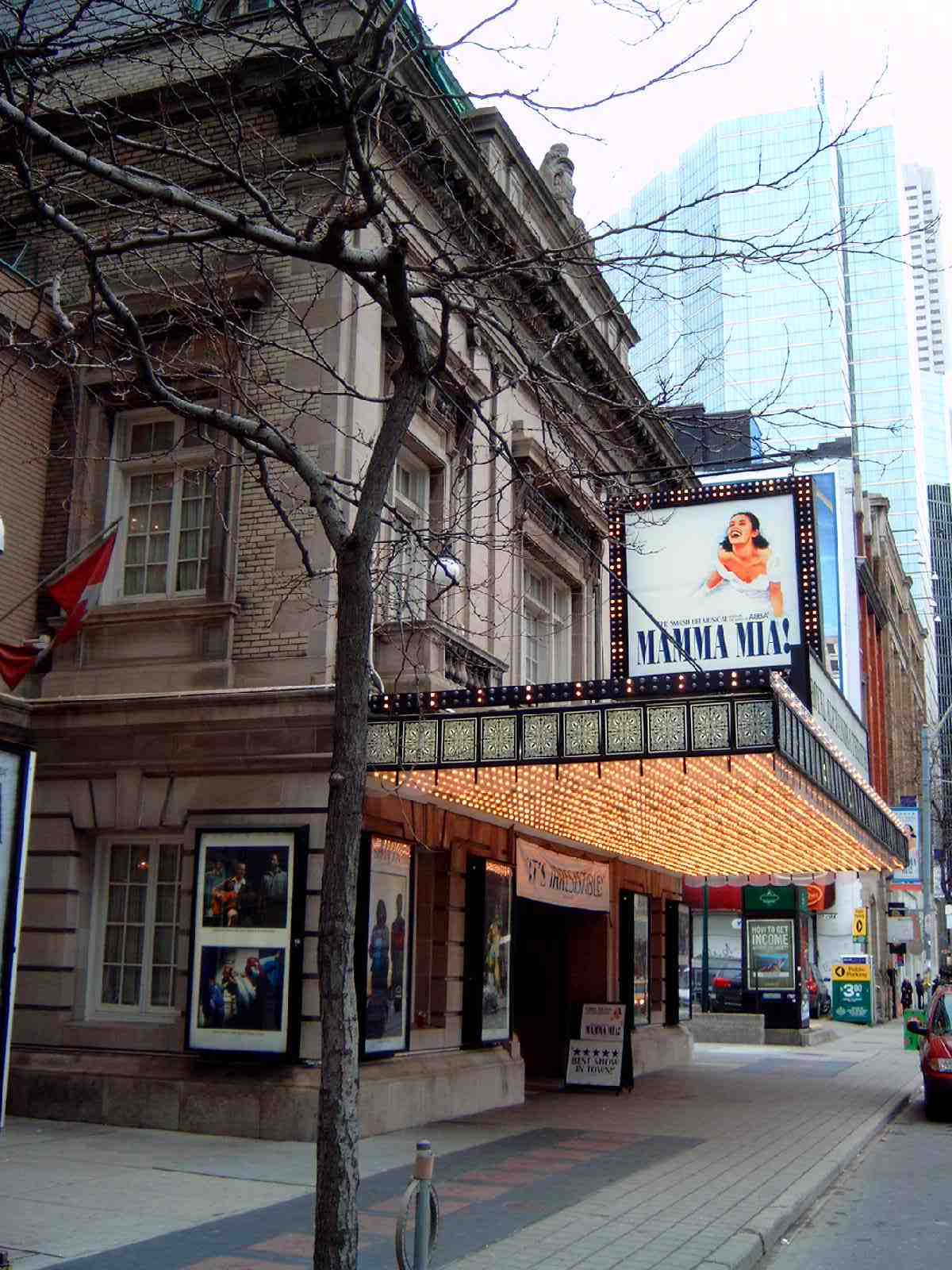
トロントのロイヤル・アレキサンドラ・シアターでの北アメリカ初演

1999年4月6日、ウエスト・エンドのプリンス・エドワード・シアターで開幕し、2004年6月9日から2012年9月までプリンス・オブ・ウェールズ・シアターで上演され、その後ノヴェロ・シアターに移行した。フィリダ・ロイドが演出、アンソニー・ヴァン・ラーストが振付を担当し、オリジナル・キャストにはシボーン・マカーシー、リサ・ストック、ヒルトン・マクレイが配役された。

### 北アメリカ公演

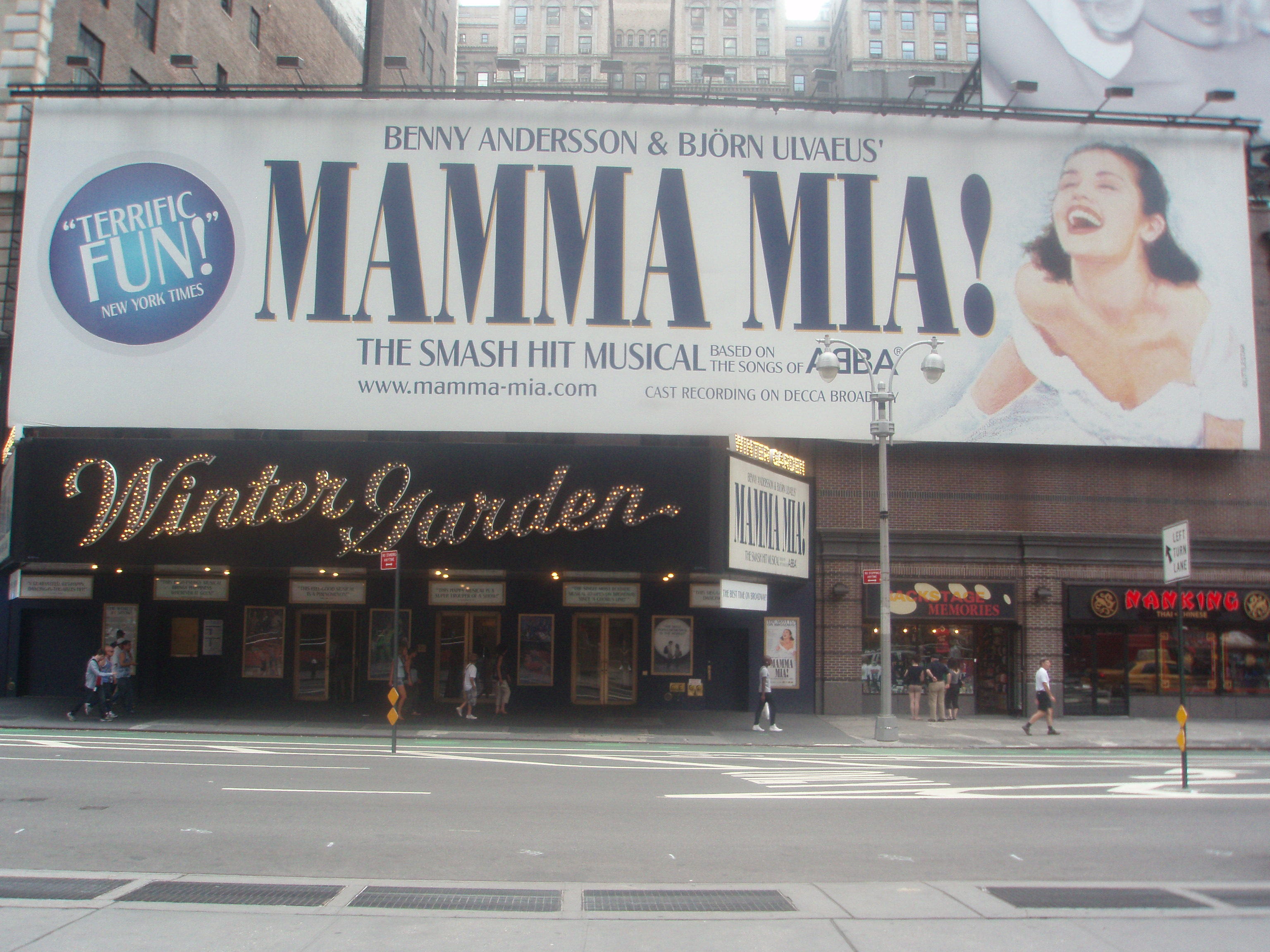
ブロードウェイ

ブロードウェイとの契約前、2000年5月、トロントのロイヤル・アレキサンドラ・シアターで北アメリカ初演として開幕し、5年間上演された。2000年11月17日から2001年2月17日のカリフォルニア州サンフランシスコのオルフェウム・シアターでアメリカ初演となり、その後2月26日から5月12日、ロサンゼルスのシュバート・シアターで上演され、5月13日から8月12日、イリノイ州シカゴのキャデラック・パレス・シアターで上演された。

#### オリジナル・ブロードウェイ・プロダクション
ブロードウェイのウインター・ガーデン・シアターにて、2001年10月5日からプレビュー公演が開幕し、10月18日に正式に開幕した。フィリダ・ロイドが演出、アンソニー・ヴァン・ラーストが振付を担当した。ブロードウェイ史上、8番目に長いロングラン公演となっている他、ジュークボックス・ミュージカルで最長ロングランとなっている。2013年4月18日、翌年からウインター・ガーデン・シアターでミュージカル『ロッキー (ミュージカル)』が上演されるため、年末までにブローダースト・シアターに移行することが発表された。2013年10月19日、ウインター・ガーデン・シアターでの上演が閉幕し、11月2日にブローダースト・シアターで開幕した。
2015年4月9日、9月5日で閉幕することが発表された。その後4月21日、1週間延長の9月12日に閉幕することが発表された。ブロードウェイで5,773公演上演されて閉幕した。

### 海外公演およびツアー公演

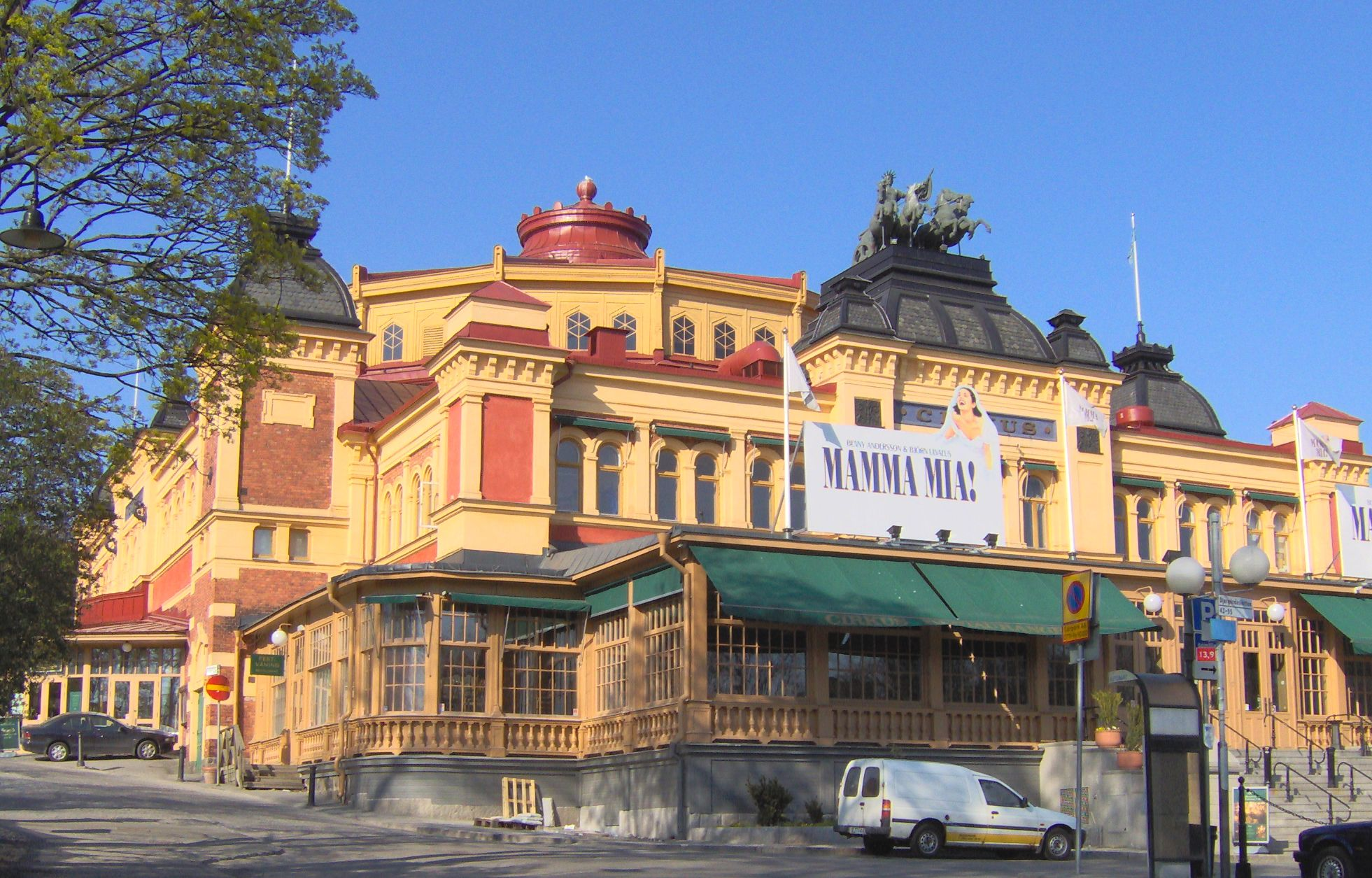
ストックホルムのサーカス劇場

アルゼンチン、オーストラリア、オーストリア、ベルギー、ブラジル、カナダ、中華人民共和国、コロンビア、クロアチア、チェコ、デンマーク、ドイツ、エストニア、フィンランド、ギリシャ、ハンガリー、アイスランド、アイルランド、イスラエル、日本、ヨルダン、ラトビア、リトアニア、マレーシア、メキシコ、モナコ、オランダ、ニュージーランド、パナマ、フィリピン、ポーランド、ポルトガル、クウェート、セルビア、シンガポール、スロバキア、スロベニア、南アフリカ、大韓民国、スペイン、スウェーデン、スイス、台湾、タイ王国、トルコ、アラブ、イギリス、アメリカ合衆国を含む全六大陸40カ国以上で上演され、ドイツ語、日本語、オランダ語、韓国語、スペイン語、スウェーデン語、フラマン語、ロシア語、ノルウェー語、イタリア語、デンマーク語、フランス語、ポルトガル語、中国語、ハンガリー語、チェコ語、ポーランド語、セルビア語、クロアチア語、スロベニア語、アイスランド語の21カ国語に翻訳されている。世界中で6000万人以上が観劇し、ミュージカル史上、数多くの都市での上演に最速で達した記録を持つ。

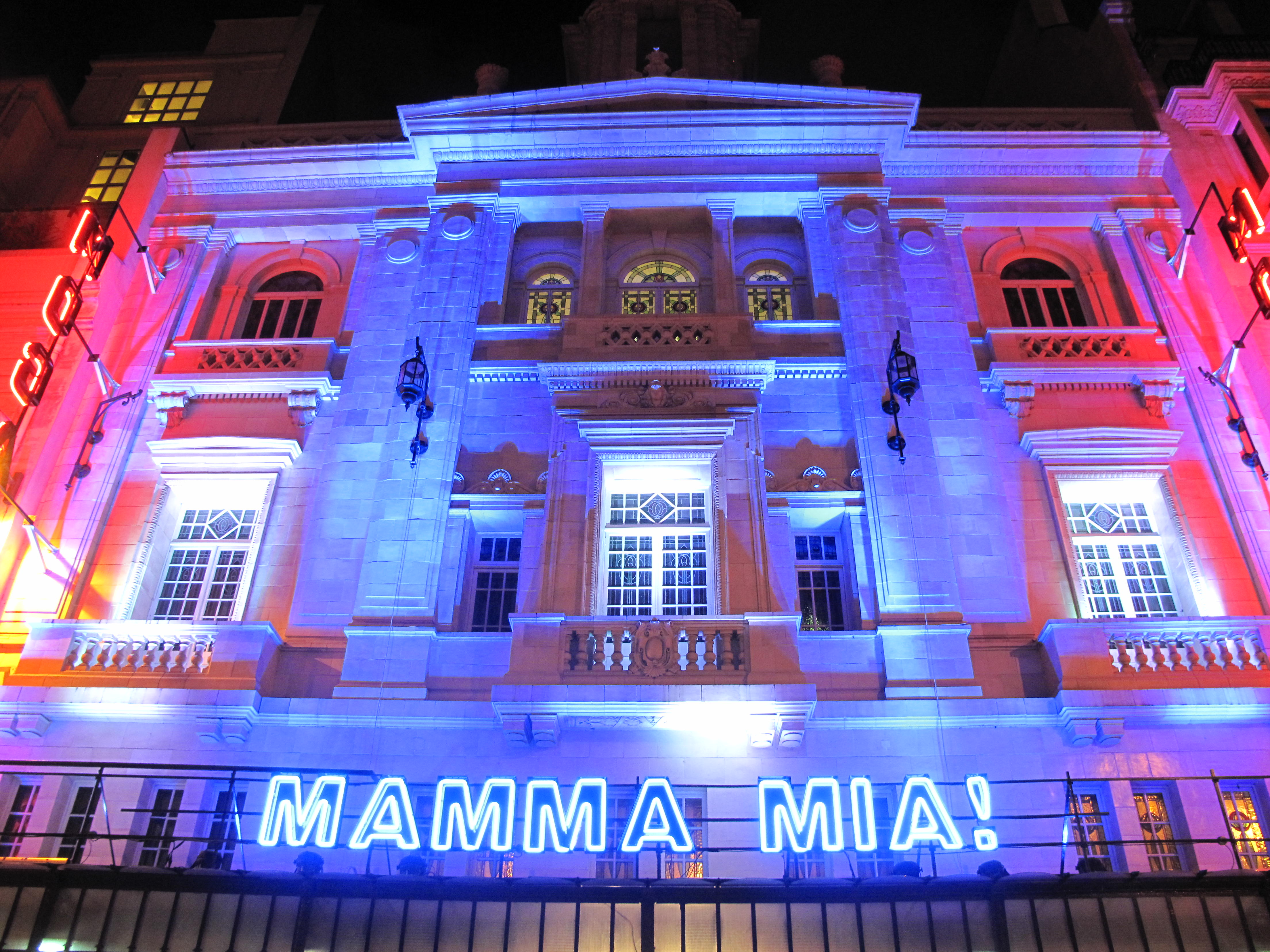
パリ公演

ロンドン公演後、初の公演は2000年5月22日から2005年5月22日のトロント公演で、北アメリカ初演となった。オリジナル・キャストはドナ役にルイス・ピトア、ソフィア役にティナ・マディガンが配役され、のちのブロードウェイのプレミア公演および初のアメリカ・ツアー公演にも出演した。
2003年2月から2009年1月4日、ラスベガスのマンダレイ・ベイで上演された。2005年6月、ラスベガスで1,000回公演を迎え、ラスベガスでのウエスト・エンド/ブロードウェイ・ミュージカル作品最長ロングラン記録となった。ここで使用された衣裳や舞台装置はブラジル公演で使用されている。2014年、ラスベガスのトロピカーナ・ホテルで再演されることとなった。
2002年2月、ロードアイランド州プロビデンスで北米ツアー公演が開幕し、2008年の6周年記念現在120都市以上で上演された。

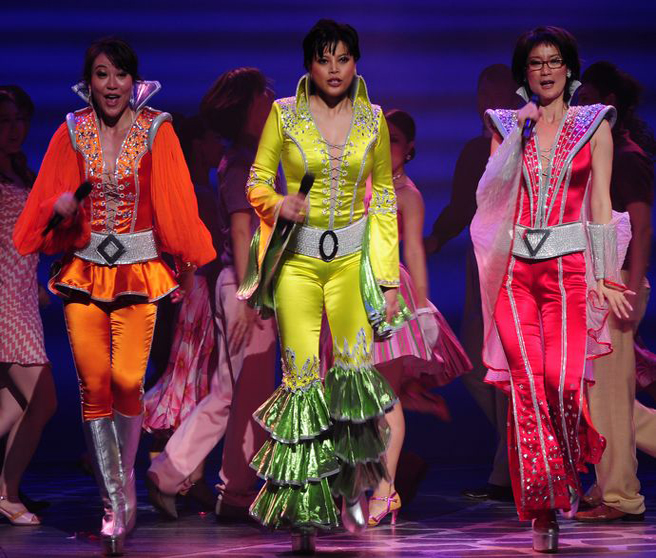
中国公演

2002年11月3日から2007年9月8日、英語版以外の初の公演としてハンブルクのオペレッテンハウスで上演された。2004年にはシュトゥットガルト、2007年にはエッセンで開幕し、ドイツ3都市で同時上演された初めてのミュージカルとなった。
ロンドン、トロント、メルボルン、ニューヨーク、ハンブルク、東京(その後大阪、福岡、名古屋)、ラスベガス、ユトレヒト、ソウル(その後SeongnamとDaegu)、シュトゥットガルト、マドリード(その後バルセロナ)、ストックホルム(その後ヨーテボリ)、アントワープ、モスクワ、エッセン、ベルリン、オスロ、メキシコシティ、ミラノ(その後ローマ)、コペンハーゲン(その後オーフス)、パリ、サンパウロ、上海、ブエノスアイレス、ウィーン、ヘルシンキ で開幕時に閉幕日を設定しない恒久的な公演が上演されている。
2004年9月9日、ヘレン・ホブソンがドナ役に配役されてダブリンから世界ツアー公演が開幕し、35カ国74都市以上を訪れ50万人が観劇した。オーストラリア/アジア(2002年-2005年)、オーストラリア(2009年-2010年)、中国、フランス(2012年-2013年)、ドイツ、日本、オランダ(2009年-2010年)、北アメリカ(2002年-)、スペイン(2009年-2011年、2016年-2017年)、南アフリカ(2010年-2011年)、韓国、イギリス(2016年-2017年)、アメリカ(2000年-2001年)など世界中でツアー公演を行なっている。
オランダの女優Lone van Roosendaalがドナ役でオランダ、ベルギー、ドイツの3ヵ国でそれぞれ違う言語で演じた。
南アフリカ・ツアー公演では全て地元の出演者により2010年8月11日にケープタウンのアートスケープ・シアターで開幕し、3か月後ヨハネスブルクのテアトロ・モンテカジノで上演された。
中国公演は2011年7月11日に上海大劇院で開幕し、短いツアー公演が行われた後2012年1月18日に上海カルチャー・スクエアで閉幕した。上海で近代の西洋ミュージカルがヒットしたのはこれが初めてであった(ただし北京では1999年に『美女と野獣』が上演されていた)。6施設で計190公演が行われ、のべ25万人が観劇した。Shadow Zenがドナ役を演じた。

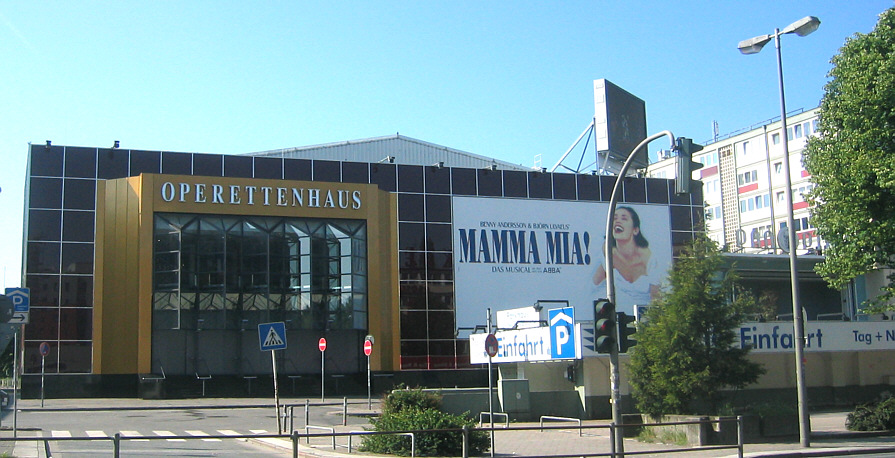
ドイツのハンブルクにあるオペレッテンハウス

2012年1月24日、世界ツアー公演の一環でマニラのフィリピン文化センターのメイン・シアターにて開幕した。1週間の予定であったが好評につき2月19日まで延長することが決まった。サラ・ポイザーがドナ役、シャーロット・ウエイクフィールドがソフィ役、ケイト・グラハムがタニヤ役、ジェニー・デイルがロジー役、デイヴィッド・ロバーツがスカイ役に配役された。
2014年3月4日、ジョン・ハーディングによる全て新しい装置デザインにより、オークランド・シビック・シアターにてニュージーランド・ツアーが開幕した。世界的舞台女優デリア・ハンナがドナ役、ニュージーランドの人気エンタテイメント・アイコンのジャッキー・クラークがロジー役に配役された。2014年から2015年にかけて10都市で上演した。
またロイヤル・カリビアンのクオンタム・オブ・ザ・シーとアルア・オブ・ザ・シーの船上でも演じられた。ミュージカルを上演する他のクルーズ船と違い、この公演はカットせず全編上演された。
2014年12月12日、チェコの首都プラハで開幕した。この作品で17カ国語目の上演となった。開幕日の公演は7万枚を売り上げた。
2015年2月21日、ポーランドのワルシャワにあるローマ・ミュージカル・シアターで開幕した。
2015年3月27日、セルビアのベオグラードにあるTerazije Theatre で開幕した。
2015年6月、スロベニアの首都リュブリャナで行われたリュブリャナ・サマー・フェスティバルの屋外劇場にてスロベニア・プロダクションによる公演が行われた。
2016年3月18日、パナマのパナマシティにあるAtlapa Convention CentreのAnayansi TheatreにてAaron Zebede 演出による公演が開幕した。

## あらすじ

### 第1幕
ギリシャのカロカイリ島で20歳のソフィが婚約者スカイとの結婚の準備をしている。ソフィは父親と共にバージンロードを歩くことを願っている("プロローグ")が、父親が誰なのかわかっていない。ソフィは母親の古い日記を発見し、サム・カーマイケル、ビル・オースティン、ハリー・ブライトという3名の男性と親密なデートをしていた記述を見つける("Honey, Honey")。ソフィはこの3名のうちの1人が父親と信じ、式3ヶ月前に許可なく母親ドナの名で3名に招待状を送る。

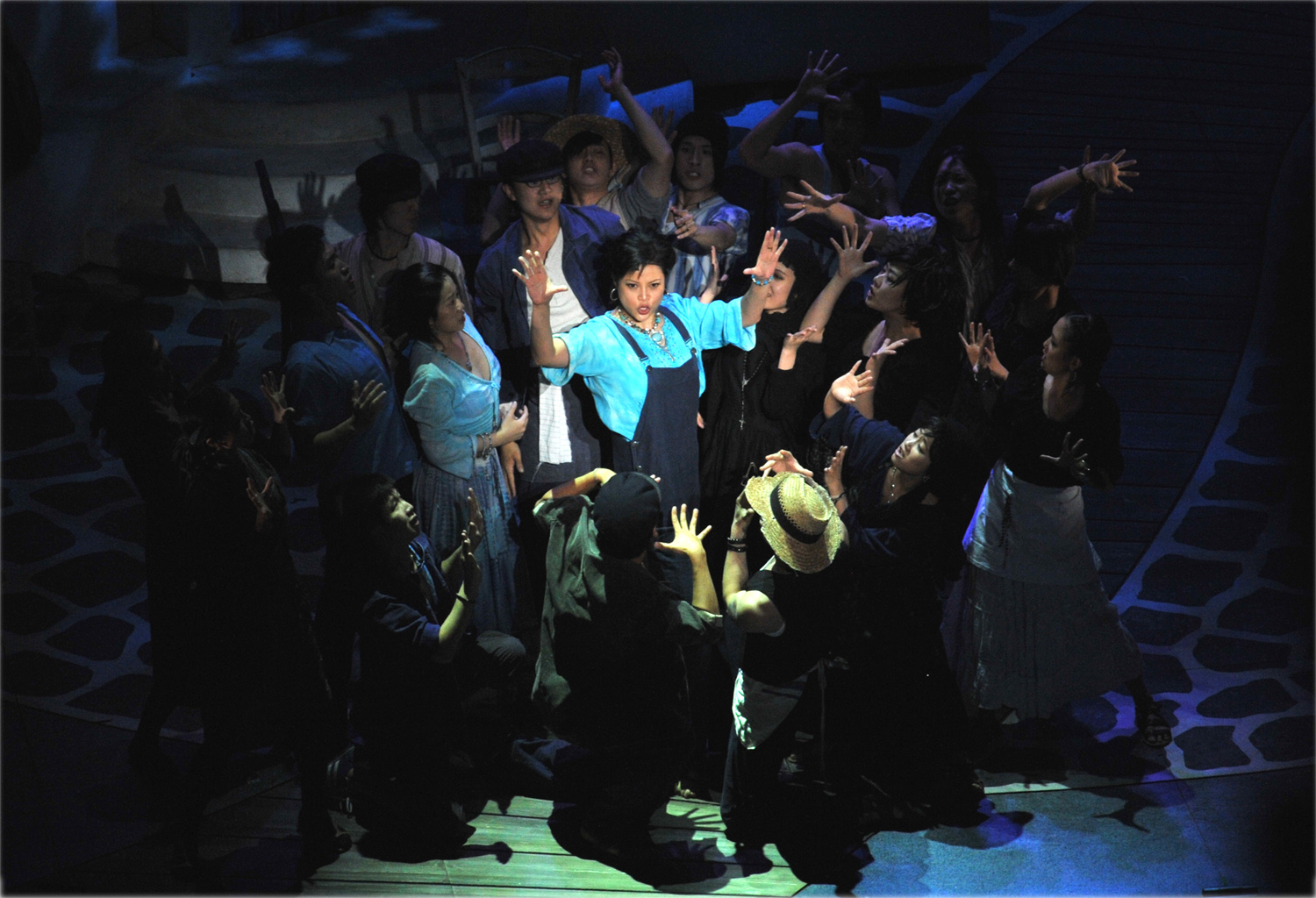

式前日、ドナは自身が経営するタヴェルナに招待客を迎え入れる。最初に到着したのはドナの旧友で3回結婚離婚を繰り返した裕福なタニヤと、未婚で気ままなロジーである。3名はかつてガール・グループ「ドナ・アンド・ザ・ダイナモス」を結成していた。3名は近況を報告し合う("マネー、マネー、マネー")。
その後、ソフィの父親かもしれないアメリカ人建築家サム、イギリス人銀行家ハリー、オーストラリア人冒険作家ビルが到着する。ソフィは彼らに招待したことをドナに言わないよう約束させる("サンキュー・フォー・ザ・ミュージック")。ドナは元恋人たちの登場に驚き("Mamma Mia")、涙を流す。ドナは泣きながらタニヤとロジーに状況説明し、2人はドナを励ます("Chiquitita")。タニヤとロジーはドナに昔と変わらず若いと慰める("ダンシング・クイーン")。
ソフィは一目見れば父親が誰かわかると思ったが、逆に混乱するだけであった。ソフィは自分がしたことを隠しつつスカイに相談するが、スカイはソフィに必要な男性は自分だけだと語る("Lay All Your Love on Me")。
ソフィのヘン・パーティにてドナ・アンド・ザ・ダイナモスが昔の衣裳を着て『Super Trouper 』を演奏する。サム、ビル、ハリーが誤って入室し、他の参加者たちは彼らも参加させる("Gimme! Gimme! Gimme! (A Man After Midnight)")。ソフィはサムと話そうと外に連れ出す。サムは自分がなぜ招待されたのか尋ねると、ソフィは罪悪感を感じて逃げ、ハリーと話しに行く。しかしハリーはソフィの父親がパーティに来ているのか尋ね、ソフィは真実を打ち明ける。最後にビルと話すとソフィはビルが、遺産全てをドナ一家に残したソフィアの甥だと知る。ビルは、ソフィがまだ赤ちゃんだった頃に同居していたドナの友人の遺産でドナがタヴェルナを建てたという話を聞いて、その友人というのがビルの叔母だと判明する。このことからお互いが親子ではないかと考える。
ソフィはビルにバージン・ロードを共に歩いてほしいと言うが、ビルはまずドナに相談したいと語る。ソフィの父親について誰も知らないどころか、ドナでさえも3人と同時に付き合っていたため誰が父親なのかわかっていない。ソフィは3人にドナには何も言わないよう約束させる("きらめきの序曲")、ビルはバージン・ロードを歩くことに同意する。
その後スタグ・パーティに参加していた男性たちも含む全員がヘン・パーティになだれ込む。ダンスの途中でサムはソフィを端に引き寄せ、なぜ自分が招待されたのかわかったと語る。サムは自分こそがソフィの父親だとして翌日のバージン・ロードを共に歩くと語る。その後ハリーがソフィに近付き、これまで気付かなかったことを詫び、ハリーもソフィが自分の娘であり、バージン・ロードを共に歩くと約束する。ソフィは混乱してパーティから去り、彼らを誰も落胆させたくないと考える("ヴーレ・ヴー")。

### 第2幕

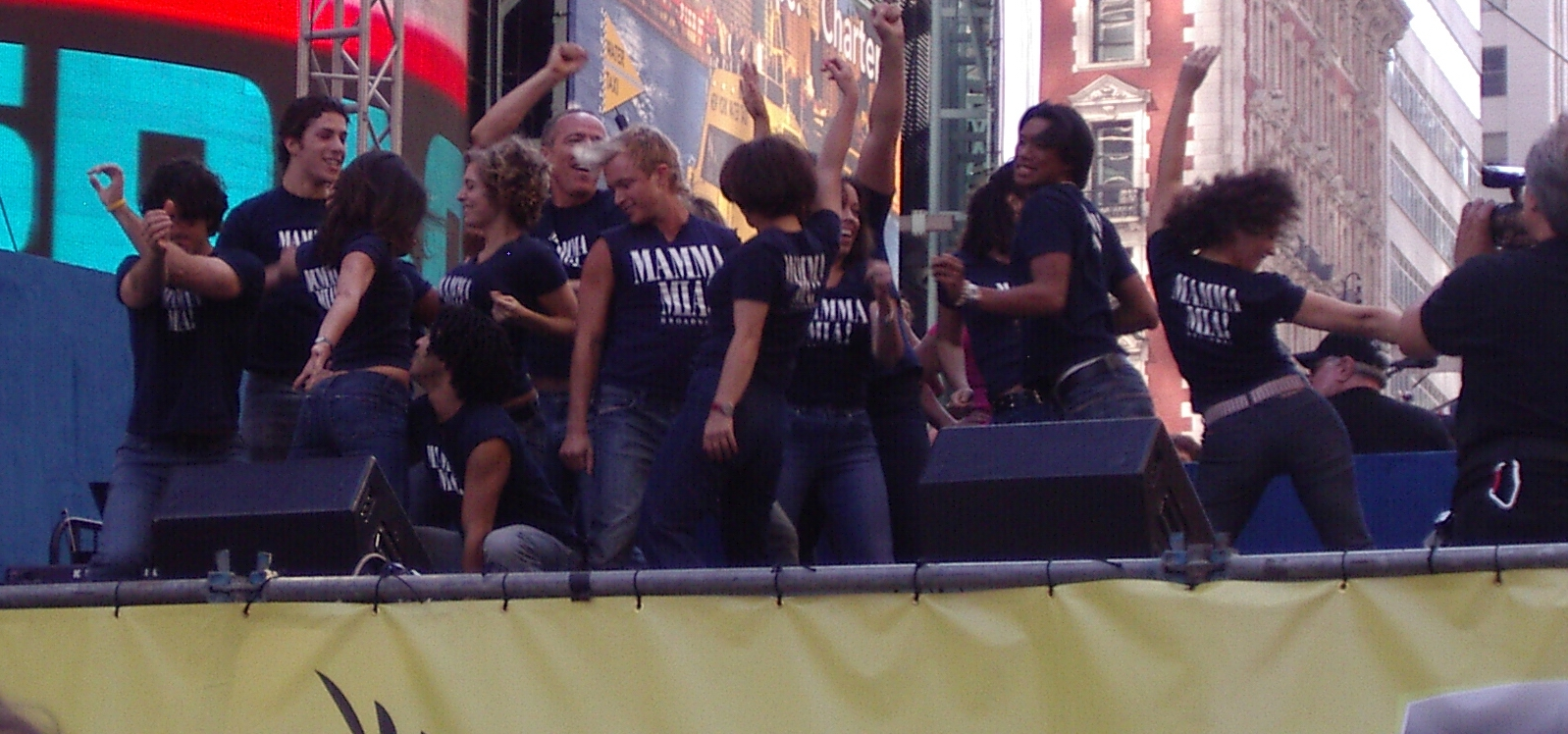
Mamma Mia! at Broadway On Broadway

ソフィは自分とバージン・ロードを歩くために3人が戦う悪夢を見て目が覚め絶望する("Under Attack")。
ソフィは落胆し、ドナはソフィが結婚式を中止したがっていると思い込み、全て自分に任せるように語る。ソフィは怒り、将来自分の子には父親を知らないなどという状況にはさせないと語る。ソフィは部屋を駆け出すと、サムが入ってきてドナにソフィは全てを知っているのではないかと語るが、ドナは聞く耳を持たない("One of Us")。ドナはサムとの不倫の終焉後、二度と会いたくないと思っていたのである。しかしドナが一番気になっていたのはサムであり、お互いやり直したいと思っているのである("SOS"')。
ビーチにてハリーはタニヤに、父親というものは結婚式で何をしたらいいのか尋ねる。タニヤは自分の経験から、アドバイスと資金の提供と語る。タヴェルナ従業員のペッパーがタニヤにアプローチするが、タニヤはそれを撥ねつける("Does Your Mother Know")。
スカイはソフィがなぜサム、ハリー、ビルを招待したのかを知る。スカイは結婚式が成功すればおのずと父親が判明するのではないかと語る。しかしスカイはソフィがこのことをずっと黙っていたことに傷付く。スカイが出て行くと、サムが入ってくる。サムは過去の結婚の失敗からソフィに父親的アドバイスをしようとする("Knowing Me, Knowing You")が、ソフィにとっては慰めにもならない。
ハリーはドナに結婚費用を用立てたいと語り、2人は昔を思い出す("Our Last Summer")。ソフィが戻り、ドナはソフィがドレスに着替えるのを手伝う。ドナは自分の娘が嫁に行くのをまだ信じられない("Slipping Through My Fingers")。ドナは未婚でソフィを妊娠した時、母親に勘当されたことを語る。2人は仲直りし、ソフィはドナに共にバージン・ロードを歩いてくれるよう頼む。サムがやってきてドナとまた話そうとするが、ドナはサムとは会いたくないため出て行くよう語る。サムは拒否し、言い争いになる。ドナはサムが婚約中だったと知った時とても傷ついたと語る("The Winner Takes It All")。ドナがきつく当たろうとも、2人は今も深く愛し合っているのである。
ロジーが式場となるタヴェルナの最終チェックをしていると、ビルがやってくる。ビルはドナがソフィとバージン・ロードを歩くと知って落胆する。ビルは孤独を痛感するが、ロジーはビルに惹かれており、再考を促す("Take A Chance on Me")。2人は良い雰囲気になるが、招待客たちがやってきてロジーは焦る。
結婚式が始まり、ドナはソフィとバージン・ロードを歩く。神父が式を開始しようとすると、ドナはソフィの父親がこの会場内にいると宣言する。ソフィは自分の父親が誰か知っているとドナに話す。ドナはソフィが父親探しのため3名を招待したことに気付く。しかし決定的証拠がなくソフィの父親は不明なままである。 誰が父親かは問題ではなく、ソフィが3名とも愛しており、3名とも「3分の1の父親」で幸せで、ソフィは今のところ幸せな人生を送っている。最後にハリーはこれまで語ってきた現在の「片割れ」が男性であることを明かす。
突然、ソフィは式を中断する。ソフィは結婚する心の準備ができておらず、スカイも結婚中止に同意する。サムはこれを機に、結婚式のために準備してきたものを無駄にしてはいけないとドナにプロポーズする。サムはあの後別の女性と結婚してからもドナを愛し続けてきたと語る。サムは当時の婚約者との結婚を中止して島に戻ってきた時、ドナがビルと一緒にいると聞いたのだった。サムは地元に戻り、婚約者と結婚して子供ももうけたが、離婚したのである。最終的にドナはサムのプロポーズ を受けいれる("I Do, I Do, I Do, I Do, I Do")。サムとドナは結婚し、その夜遅くソフィとスカイは世界一周旅行に出掛ける("I Have a Dream")。

### フィナーレおよびアンコール
カーテン・コールの後、『Does Your Mother Know 』のインストゥルメンタル版が流れ、ドナ、タニヤ、ロジー、サム、ビル、ハリーはABBA風の衣裳で『Mamma Mia 』、『ダンシング・クイーン』、『恋のウォータールー』を歌う。

## 使用楽曲
| 第1幕 - "序曲/プロローグ" - ソフィ - "Honey, Honey" - ソフィ、アリ、リサ - "マネー、マネー、マネー" - ドナ、タニヤ、ロジー、ペッパー、カンパニー - "サンキュー・フォー・ザ・ミュージック" - ソフィ、サム、ハリー、ビル - "Mamma Mia" - ドナ、カンパニー - "チキチータ" - ドナ、タニヤ、ロジー - "ダンシング・クイーン" - ドナ、タニヤ、ロジー - "レイ・オール・ユア・ラヴ・オン・ミー'" - スカイ、ソフィ、カンパニー - "Super Trouper" - ドナ、タニヤ、ロジー、女性アンサンブル - "ギミー!ギミー!ギミー! - 女性アンサンブル - "きらめきの序曲" - ソフィ、ビル - "ヴーレ・ヴー" - カンパニー | 第2幕 - "アントラクト" - オーケストラ - "アンダー・アタック" - ソフィ、カンパニー - "ワン・オブ・アス - ドナ - "SOS" - ドナ、サム - "Does Your Mother Know" - タニヤ、ペッパー、カンパニー - "ノウイング・ミー・ノウイング・ユー" - サム - "Our Last Summer" - ハリー、ドナ - "Slipping Through My Fingers" - ドナ、ソフィ - "The Winner Takes It All" - ドナ - "テイク・ア・チャンス" - ロジー、ビル - "I Do, I Do, I Do, I Do, I Do" - サム、ドナ、カンパニー - "アイ・ハヴ・ア・ドリーム" - ソフィ |

アンコール
- "Mamma Mia"  - カンパニー
- "ダンシング・クイーン"  - ドナ、タニヤ、ロジー、カンパニー
- "恋のウォータールー" - カンパニー

### 音楽について
ロンドンでのプレビュー公演中、プロローグの直後にアリ、リサ、タニヤ、ロジーが到着する、結婚式のリハーサルのシーンで『サマー・ナイト・シティ』が使用されていた。現在この曲の一部が『The Winner Takes It All 』の最後と『テイク・ア・チャンス』を繋げるBGMとして流れている。アントラクトでも『Summer Night City 』の一部の旋律が流れる。
ドナが3名の男性と再会する直前、タヴェルナのドアを直しながら『Fernando 』の一部の旋律をハミングする。メキシコ公演ではドナがABBAのオリジナル・スペイン語版の歌詞を歌う。
ドイツ公演では『Lay All Your Love on Me 』の直前、スカイ(バーナード・フォーシャー)が『キング・コング・ソング』の一部を歌う。スウェーデン公演ではニクラス・リースベックが同曲を歌う。ロシア公演ではアンドレー・コザンが『Summer Night City 』の一部を歌う。世界ツアー公演ではスカイ(デイヴィッド・ロバーツ)がウルヴァースとアンダーソンの『She's My Kind of Girl 』の一部を歌う。2015年の世界ツアー公演ではスカイ(ジャスティン・トーマス)が『Dum Dum Diddle 』の一部を歌う。
ソフィがヴァージン・ロードを歩く結婚行進曲は『ダンシング・クイーン』のスロー版である。
製作陣は1982年にレコーディングされてリリースされていない『Just Like That 』を使用する予定であった。1999年3月の初演直前にカットされたが、プレビュー公演のプログラムには記載されたままとなった。
アンコール後のオリジナルのエンディングは『Gimme! Gimme! Gimme! (A Man After Midnight) 』、『SOS』、『ヴーレ・ヴー』、『Does Your Mother Know 』、『マネー、マネー、マネー』、『ダンシング・クイーン』を含めた序曲やアントラクトのようなインストゥルメンタルの5分間の曲であった。その後『ダンシング・クイーン』の短縮版に置き換えられた。
アンコール/フィナーレにて全員で演奏される曲は『Mamma Mia 』、『ダンシング・クイーン』、『恋のウォータールー』である。この『Mamma Mia 』は当初よりカンパニーにより演奏されている。その後客席を巻き込むドナ・アンド・ザ・ダイナモスの『ダンシング・クイーン』が追加された。『ダンシング・クイーン』のイントロで、70年代のABBA風のカラフルで光る衣裳を着たドナ、タニヤ、ロジーがカンパニーに参加する。『恋のウォータールー』になるとサム、ビル、ハリーもABBA風の衣裳を着て参加する。アンコールの曲はブロードウエイ公演5周年記念キャスト・レコーディングに収録されている。ブラジル公演ではこの3曲は英語のまま演奏された。『恋のウォータールー』はポルトガル語版があるが、この作品では使用されなかった。日本公演では『恋のウォータールー』のみ英語、他は日本語で演奏される。
日本公演では、千秋楽などの際にはこの3曲に加えて『サンキュー・フォー・ザ・ミュージック』が演奏される。
冬休み期間のロシア公演ではアンコールに『Happy New Year 』が演奏される。

## 主要登場人物およびオリジナル・キャスト
| 登場人物           | オリジナル・ロンドン・キャスト | オリジナル・ブロードウェイ・キャスト |
| ------------------ | ------------------------------ | ------------------------------------ |
| ドナ・シェリダン   | シボーン・マカーシー           | ルイズ・ピトア                       |
| ロジー             | ジェニー・ギャロウェイ         | ジュディ・ケイ                       |
| タニヤ             | ルイズ・プロライト             | カレン・メイソン                     |
| サム・カーマイケル | ヒルトン・マクレイ             | デイヴィッド・W・キーリー            |
| ビル・オースティン | ニコラス・コリコス             | ケン・マークス                       |
| ハリー・ブライト   | ポール・クラークソン           | ディーン・ノラン                     |
| ソフィ・シェリダン | リサ・ストック                 | ティナ・マディガン                   |
| スカイ             | アンドリュー・ラントゥリー     | ジョー・マチョタ                     |

## オリジナル・クリエイティブ・チーム
- 台本：キャサリン・ジョンソン
- 演出：フィリダ・ロイド
- 振付：アンソニー・ヴァン・ラースト
- プロダクション・デザイン：マーク・トンプソン
- 照明デザイン：ハワード・ハリソン
- 音響デザイン：アンドリュー・ブルース、ボビー・エイトキン
- 音楽スーパーバイザー、追補及び編曲：マーティン・コッシュ

## 日本語版『マンマ・ミーア!』
日本では劇団四季のミュージカルとして、『マンマ・ミーア!』というタイトルで2002年に初演されロングラン公演されている。東京・汐留の電通四季劇場［海］の杮落しとして上演。2005年1月9日から大阪四季劇場の杮落し演目として大阪にて上演されており、大阪四季劇場では2007年2月12日が千秋楽。2007年5月19日より2007年9月30日まで福岡シティ劇場にて公演。その後新名古屋ミュージカル劇場で公演が行われたが、2009年2月28日をもって千秋楽。2010年5月23日に広島公演が開幕（7月19日千秋楽）、2010年8月6日に静岡で開幕、10月10日より仙台での公演が決定。さらに、12月には電通四季劇場［海］で再演(2011年9月4日千秋楽)し、2011年10月からは京都劇場で上演(2012年4月8日千秋楽)されている。
ABBAは、現在に至っても歌詞の翻訳（つまりは訳詞）等を原則認めていないが、このミュージカルにおいては例外として各地の言語に翻訳して上演することを認めている（2009年7月現在、日本語、ドイツ語、韓国語、ロシア語、中国語等計14言語）。日本語版（劇団四季版）のミュージカル「マンマ・ミーア!」のCDは2014年4月30日から販売されている。
なお、おおむね2002年以降、日本では“Mamma Mia!”を「マンマ・ミーア!」と表記しているが、これは同年劇団四季が日本語版を製作した際につけた同劇団独自のタイトルが普及したことによるものであり、それ以前のカタカナ表記は「ママ・ミア」であった。同名の ABBA のシングルは日本でも「ママ・ミア」と表記している。しかし2002年8月7日、ユニバーサルミュージック、劇団四季、スウェーデン大使館とABBAの曲名「ママ・ミア」の表記について話し合いを行い、その席上、今後のABBAの「ママ・ミア」の表記は全て「マンマ・ミーア」にかわることとなり、ミュージカル「マンマ・ミーア!」と同じ表記にすることを公式に決定した。

### 上演記録
- 東京初演：2002年12月1日 - 2004年11月28日（電通四季劇場［海］、こけら落し公演）
初日は長嶋茂雄、藤原紀香らが観劇。
- 大阪初演：2005年1月9日 - 2007年2月12日（大阪四季劇場、こけら落し公演）
大阪公演では689公演、延べ68万人を動員し、劇団四季関西公演での最大ヒットとなる。
- 福岡初演：2007年5月19日 - 9月30日（福岡シティ劇場 (現・キャナルシティ劇場) ）
- 名古屋初演：2008年2月26日 - 2009年2月28日（新名古屋ミュージカル劇場）
- 広島初演：2010年5月23日 - 7月19日（ALSOKホール）
- 静岡初演：2010年8月6日 - 9月12日（静岡市民文化会館）
- 仙台初演：2010年10月10日 - 11月23日（東京エレクトロンホール宮城）
10月31日で日本通算公演2000回を達成した。
- 東京再演：2010年12月12日 - 2011年9月4日（電通四季劇場［海］）
- 京都初演：2011年10月23日 - 2012年4月8日（京都劇場）
- 札幌初演：2012年9月26日 - 2013年1月20日（北海道四季劇場）
- 東京3回目：2013年12月12日 - 2014年5月6日（四季劇場［秋］）
- 東京4回目：2014年9月2日 - 2015年2月8日（四季劇場［秋］）
- 名古屋再演：2015年3月28日 - 8月9日（新名古屋ミュージカル劇場）
- 東京5回目：2016年8月2日 - 10月23日（四季劇場［秋］）
10月8日で日本通算公演回数3000回を達成[33]。
- 横浜初演：2020年7月14日 - 8月23日（KAAT 神奈川芸術劇場）[34]
当初の予定は3月28日 - 8月10日であったが、新型コロナウイルスの影響で3か月半遅れの初日となり[35]、千秋楽も8月23日に延ばされた[36]。7月20日には所属俳優1人が新型コロナウイルスの陽性判定を受けたことを発表し、これを受け、21日、22日の2公演が中止になった[37]。
- 福岡再演：2020年10月1日 - 2021年1月3日（キャナルシティ劇場）
- 京都再演：2021年1月27日 - 5月23日（京都劇場）
- 名古屋3回目：2025年10月19日 - 2026年2月23日予定（名古屋四季劇場）
- 横浜再演：2026年4月5日 - 8月6日予定（KAAT 神奈川芸術劇場）

### スタッフ
- 企画・製作：浅利慶太
- 日本語台詞：浅利慶太
- 演出協力・日本語版台本：湯川裕光
- 音楽スーパーバイザー：鎮守めぐみ
- 振付スーパーバイザー：古澤勇
- 技術監督：滑川武

### 主要キャスト
- ドナ・シェリダン：保坂知寿、久野綾希子、早水小夜子、鈴木ほのか、井上智恵、五東由衣、濱田めぐみ、樋口麻美、江畑晶慧、光川愛、岡村美南
- ソフィ・シェリダン：樋口麻美、木村花代、吉沢梨絵、谷内愛、五十嵐可絵、宮崎しょうこ、江畑晶慧、谷口あかり、岡本瑞恵、林香純、谷原志音、若奈まりえ、三平果歩、三代川柚姫
- ターニャ：森以鶴美、羽永共子、前田美波里、八重沢真美、増本藍、光川愛、高倉恵美、恒川愛
- ロージー：青山弥生、久野綾希子、平野万理、佐和由梨、鈴木釉佳之、出雲綾、久居史子、秋本みな子、増山美保
- サム・カーマイケル：芝清道、荒川務、渡辺正、阿久津陽一郎、田邊真也、萩原隆匡
- ハリー・ブライト：八巻大、明戸信吾、飯野おさみ、味方隆司、佐野正幸、百々義則 野口勝博、堀米聰、有賀光一
- ビル・オースティン：野中万寿夫、栗原英雄、松浦勇治、 脇坂真人、坂本剛、深水彰彦
- スカイ：阿久津陽一郎、田邊真也、鈴木涼太、玉城任、岡田亮輔、津田英佑、田中彰孝、竹内一樹、岸佳宏、宇都宮千織、吉岡慈夢

## 映画化
| 映画版キャスト | 映画版キャスト               |
| -------------- | ---------------------------- |
| ドナ           | メリル・ストリープ           |
| ロジー         | ジュリー・ウォルターズ       |
| タニヤ         | クリスティーン・バランスキー |
| サム           | ピアース・ブロスナン         |
| ビル           | ステラン・スカルスガルド     |
| ハリー         | コリン・ファース             |
| ソフィ         | アマンダ・セイフライド       |
| スカイ         | ドミニク・クーパー           |

ジュディ・クレイマーとゲイリー・ゴーツマンがプロデュース、キャサリン・ジョンソンが脚本、フィリダ・ロイドが監督、トム・ハンクス、リタ・ウィルソン、ビョルン・ウルヴァース、ベニー・アンダーソンがエグゼクティヴ・プロデューサーを担当して映画化された。メリル・ストリープがドナ・シェリダン役、アマンダ・セイフライドがソフィ役、ピアース・ブロスナンがサム・カーマイケル役に配役され、他にクリスティーン・バランスキー、ドミニク・クーパー、コリン・ファース、ステラン・スカルスガルド、ジュリー・ウォルターズが出演した。2008年7月18日にアメリカで公開された。ミュージカルで使用された『アンダー・アタック』、『ノウイング・ミー・ノウイング・ユー』、『サンキュー・フォー・ザ・ミュージック』以外のほとんどの曲が映画版でも使用された。ただし『ノウイング・ミー・ノウイング・ユー』はウェディング・ソングとして、『サンキュー・フォー・ザ・ミュージック』は最後のクレジットの後半に歌われている。クレジット前半では『ダンシング・クイーン』リプライズと『恋のウォータールー』が使用され、『Mamma Mia 』リプライズと『アイ・ハヴ・ア・ドリーム』がクレジット前に歌われる。ちなみに『アイ・ハヴ・ア・ドリーム』は映画冒頭ソフィが招待状を出すシーンでも歌われる。ミュージカルでは使用されなかった『When All Is Said and Done 』が映画版で使用され、サム、ドナ、カンパニーによって歌われる。『Our Last Summer 』は映画では前半で使用され、ソフィ、ビル、サム、ハリーが歌う。『きらめきの序曲』は撮影はされたが最終的にカットされた。この曲は『Mamma Mia! The Movie Soundtrack 』に全編収録され、短縮版がDVD/ブルーレイの特典映像として収録された。また、セイフライドが演奏する『サンキュー・フォー・ザ・ミュージック』は隠しトラックとして収録されている。

## 反響
世界中で毎日少なくとも7公演が上演されている。2005年5月15日、公演1,500回を迎え、『サウンド・オブ・ミュージック』、『王様と私』、『くたばれ!ヤンキース』を越える記録となった。2014年3月6日、公演5,124回を迎えて『レント』を越え、ブロードウェイ史上9番目に長いロングラン公演となった。ロシア公演もとても好評で、2008年1月、ロシア舞台史上最長ロングラン公演となった。

## 受賞歴

### オリジナル・ウエスト・エンド・プロダクション
| 年   | 賞                         | 部門                                 | ノミネート者                                                       | 結果       |
| ---- | -------------------------- | ------------------------------------ | ------------------------------------------------------------------ | ---------- |
| 1999 | イヴニング・スタンダード賞 | ネッド・シェリン・ミュージカル作品賞 | ネッド・シェリン・ミュージカル作品賞                               | ノミネート |
| 2000 | ローレンス・オリヴィエ賞   | 新作ミュージカル賞                   | 新作ミュージカル賞                                                 | ノミネート |
| 2000 | ローレンス・オリヴィエ賞   | ミュージカル女優賞                   | シボーン・マカーシー                                               | ノミネート |
| 2000 | ローレンス・オリヴィエ賞   | ミュージカル助演賞                   | ジェニー・ギャロウェイ                                             | 受賞       |
| 2000 | ローレンス・オリヴィエ賞   | ミュージカル助演賞                   | ルイズ・プロライト                                                 | ノミネート |
| 2002 | グラミー賞                 | ミュージカル・シアター・アルバム賞   | ベニー・アンダーソン, ビョルン・ウルヴァース; オリジナル・キャスト | ノミネート |

### オリジナル・ブロードウェイ・プロダクション
| 年   | 賞                                         | 部門                                 | ノミネート者                                                     | 結果       |
| ---- | ------------------------------------------ | ------------------------------------ | ---------------------------------------------------------------- | ---------- |
| 2002 | トニー賞                                   | ミュージカル作品賞                   | ミュージカル作品賞                                               | ノミネート |
| 2002 | トニー賞                                   | ミュージカル脚本賞                   | キャサリン・ジョンソン                                           | ノミネート |
| 2002 | トニー賞                                   | ミュージカル主演女優賞               | ルイズ・ピトア                                                   | ノミネート |
| 2002 | トニー賞                                   | ミュージカル助演女優賞               | ジュディ・ケイ                                                   | ノミネート |
| 2002 | トニー賞                                   | 編曲賞                               | ベニー・アンダーソン, ビョルン・ウルヴァース、マーティン・コック | ノミネート |
| 2002 | ドラマ・デスク・アワード                   | ミュージカル女優賞                   | ルイズ・ピトア                                                   | ノミネート |
| 2002 | ドラマ・デスク・アワード                   | ミュージカル助演女優賞               | ジュディ・ケイ                                                   | ノミネート |
| 2002 | ドラマ・デスク・アワード                   | ミュージカル助演女優賞               | カレン・メイソン                                                 | ノミネート |
| 2002 | ドラマ・リーグ・アワード                   | ミュージカル・プロダクション賞       | ミュージカル・プロダクション賞                                   | ノミネート |
| 2002 | アウター・クリティクス・サークル・アワード | ブロードウェイ・ミュージカル賞       | ブロードウェイ・ミュージカル賞                                   | ノミネート |
| 2002 | アウター・クリティクス・サークル・アワード | ミュージカル女優賞                   | ルイズ・ピトア                                                   | ノミネート |
| 2002 | シアター・ワールド・アワード               | デビュー・ステージ・パフォーマンス賞 | ルイズ・ピトア                                                   | 受賞       |

### オリジナル北アメリカ・ツアー公演
| 年   | 賞                                   | 部門                             | ノミネート者                                 | 結果       |
| ---- | ------------------------------------ | -------------------------------- | -------------------------------------------- | ---------- |
| 2003 | ヘレン・ヘイズ・アワード             | ノン・レジデント・プロダクション | ノン・レジデント・プロダクション             | ノミネート |
| 2003 | ツアリング・ブロードウェイ・アワード | ミュージカル音楽賞               | ベニー・アンダーソン、ビョルン・ウルヴァース | 受賞       |